# Dni Turbinykh
Dni Turbinykh (russisk: Дни Турбиных, da.: Turbinernes dage) er en sovjetisk spillefilm fra 1976 af instrueret af Vladimir Basov.

## Medvirkende
- Andrej Mjagkov — Aleksej Vasiljevitj Turbin
- Andrej Rostotskij — Nikolaj Vasiljevitj Turbin
- Valentina Titova — Jelena Talberg
- Oleg Basilashvili — Vladimir Robertovitj Talberg
- Vladimir Basov — Viktor Viktorovitj Mysjlaevskij